# Лівенська фортеця
Лівенська фортеця — укріплення Української лінії, споруджене для оборони південних кордонів Російської імперії від турецько-татарської агресії.
Збудована приблизно у 1731–1739 роках за зразковим проектом укріплень Української лінії. Розташована на правому високому березі річки Оріль, неподалік від сотенного містечка Маячки (тепер центр села Новосанжарського району Полтавської області).

## Архітектура
Мала п'ять бастіонів і два равеліни, які утворювали зірчасті абриси фортеці. До головних воріт через рів провадив міст. Всередині розташовувалися канцелярія Ливенського ландміліційного полку, казарми, будинок коменданта, пороховий льох, цейхгауз, склад провіанту, колодязь та інші будівлі. Особливих відмінностей від інших фортець Української лінії не мала.

## Подальша доля
Фортецю було скасовано 1784 року. Ніяких залишків до наших днів не збереглось.